# Johan Gustaf Ek (filolog)
Johan Gustaf Ek, född den 3 september 1808 i Skede socken, Jönköpings län, död den 8 oktober 1862 i Lund,  var en svensk klassisk filolog, farfar till Gunnar Ek.
Ek blev vid Lunds universitet filosofie magister (primus) 1832, docent i romerska litteraturen 1833, adjunkt i samma ämne 1836, lektor i latinska språket vid Göteborgs gymnasium 1837 och professor i romersk vältalighet och poesi vid Lunds universitet 1842. Han prästvigdes 1848 och tillträdde året därpå Hardeberga prebendepastorat. Han blev prost honoris causa samma år. Åren 1853–1854 var han rektor för universitetet och 1859–1860 ordförande i Akademiska Föreningen.
Ek var en av de främsta professorerna i Lund och hade stort inflytande på latinstudiets utveckling. Bland Eks skrifter märks en översättning till latin av sjunde sången ("Frithiofs lycka") ur Frithiofs saga (1850), tolkningar på svenska av Horatius, Ovidius med flera, en akademisk avhandling om en handskrift av Vergilius som förvaras på Lunds universitetsbibliotek samt flera mindre skrifter.